# آناتولی رومانچنکو
آناتولی رومانچنکو (اوکراینی: Анатолій Сергійович Романченко؛ زادهٔ ۱۹ مهٔ ۲۰۰۱) بازیکن فوتبال است.